# フェニックス・サンダース
フェニックス・クラーク・サンダース（Phoenix Clark Sanders, 1995年6月5日 - ）は、ドイツのバイエルン州アウクスブルク出身のプロ野球選手（投手）。右投右打。アメリカ独立リーグ・アトランティックリーグのガストニア・ベースボールクラブ所属。

## 経歴

### プロ入り前
ドイツのバイエルン州アウクスブルクで生まれたが、幼少期にアメリカ合衆国のフロリダ州オーランドに移り住んだ。

### プロ入りとレイズ時代
2017年のMLBドラフト10巡目（全体289位）でタンパベイ・レイズから指名され、プロ入り。契約後、傘下のアパラチアンリーグのルーキー級プリンストン・レイズでプロデビュー。14試合（先発5試合）に登板して2勝3敗、防御率4.42、40奪三振を記録した。
2018年はA級ボーリンググリーン・ホットロッズとA+級シャーロット・ストーンクラブズでプレーし、2球団合計で34試合に登板して6勝4敗3セーブ、防御率3.08、89奪三振を記録した。オフにはアリゾナ・フォールリーグに参加し、ピオリア・ハベリーナズに所属した。
2019年はAA級モンゴメリー・ビスケッツとAAA級ダーラム・ブルズでプレーし、2球団合計で45試合（先発1試合）に登板して4勝3敗15セーブ、防御率1.92、68奪三振を記録した。
2020年は新型コロナウイルスの影響でマイナーリーグの試合が開催されなかったため、公式戦の登板は無かった。
2021年はAAA級ダーラムでプレーし、50試合に登板して5勝2敗2セーブ、防御率3.38、80奪三振を記録した。
2022年の開幕もAAA級ダーラムで迎えた。4月14日にメジャー契約を結んでアクティブ・ロースター入りし、同日のオークランド・アスレチックス戦でメジャーデビュー。以後はシーズン8試合に登板して0勝0敗、防御率3.07という成績だった。8月22日にDFAとなった。

### オリオールズ傘下時代
2022年8月24日にウェイバー公示を経てボルチモア・オリオールズへ移籍し、傘下のAAA級ノーフォーク・タイズへ配属された。9月3日にDFAとなり、5日にマイナー契約となった（そのままAAA級ノーフォーク所属）。
2023年もAAA級ノーフォークで開幕を迎え、9試合に救援登板して1勝0敗、防御率2.00という成績を残したが、5月19日に自由契約となった。

### ジャイアンツ傘下時代
2023年5月24日にサンフランシスコ・ジャイアンツとマイナー契約を結んだ。AAA級サクラメント・リバーキャッツで13試合に登板したが、0勝1敗、防御率8.16と苦戦し、7月14日に自由契約となった。

### 独立リーグ時代
2024年4月18日にアトランティックリーグのガストニア・ベースボールクラブと契約した 。ここでは24試合に救援登板して、3勝0敗12セーブ、防御率1.73という好成績を挙げたが、7月16日に自由契約となった。

## 詳細情報
| 年 度    | 球 団    | 登 板 | 先 発 | 完 投 | 完 封 | 無 四 球 | 勝 利 | 敗 戦 | セ 丨 ブ | ホ 丨 ル ド | 勝 率 | 打 者 | 投 球 回 | 被 安 打 | 被 本 塁 打 | 与 四 球 | 敬 遠 | 与 死 球 | 奪 三 振 | 暴 投 | ボ 丨 ク | 失 点 | 自 責 点 | 防 御 率 | W H I P |
| -------- | -------- | ----- | ----- | ----- | ----- | -------- | ----- | ----- | -------- | ----------- | ----- | ----- | -------- | -------- | ----------- | -------- | ----- | -------- | -------- | ----- | -------- | ----- | -------- | -------- | ------- |
| 2022     | TB       | 8     | 0     | 0     | 0     | 0        | 0     | 0     | 0        | 0           | ----  | 57    | 14.2     | 12       | 0           | 3        | 0     | 0        | 12       | 0     | 0        | 5     | 5        | 3.07     | 1.02    |
| MLB：1年 | MLB：1年 | 8     | 0     | 0     | 0     | 0        | 0     | 0     | 0        | 0           | ----  | 57    | 14.2     | 12       | 0           | 3        | 0     | 0        | 12       | 0     | 0        | 5     | 5        | 3.07     | 1.02    |

### 背番号
- 80（2022年）